# We Can Do It!
We Can Do It! (em português:  Somos capazes!) é o título de um cartaz de propaganda criado por J. Howard Miller em 1943 para a empresa Westinghouse, com a finalidade de levantar o moral dos seus trabalhadores, durante o esforço de guerra dos Estados Unidos. O cartaz é baseado em uma fotografia em preto e branco tirada de uma operária que então trabalhava na Base Aeronaval de Alameda, na Califórnia.
O cartaz foi visto por pouco tempo, e apenas pelos empregados da Westinghouse, durante a Segunda Guerra Mundial. Foi redescoberto nos anos 1980 e amplamente reproduzido em muitas formas. Desde então, a figura retratada no cartaz passou a ser identificada como Rosie the Riveter, um icônico personagem representativo das trabalhadoras envolvidas no esforço de guerra. Não se conhecem exatamente as circunstâncias dessa redescoberta, porém é sabido que a imagem original da Westinghouse foi reproduzida em 1982, num artigo sobre os cartazes da coleção dos National Archives, intitulado Poster Art for Patriotism’s Sake, publicado na Washington Post Magazine. Segundo o artigo, o objetivo do cartaz era o de encorajar as mulheres a participar da produção de guerra, trabalhando nos estaleiros e nas fábricas, o que não parece ter qualquer ligação com o real intuito da Westinghouse Electric. Mas, desde então a imagem passou a ser associada à incorporação da força de trabalho feminina à indústria como consequência da guerra, embora o cartaz original nada tivesse a ver com isso.
A imagem foi também usada na capa da revista da Smithsonian Institution, em março de 1994 e foi reproduzida num selo postal dos Estados Unidos, em 1999. Em 2008, foi usada em materiais de campanha de vários políticos norte-americanos e, em 2010, foi reformulada por artistas para celebrar Julia Gillard, a primeira mulher a se tornar primeira-ministra da Austrália. O cartaz é uma das 10 imagens mais solicitadas ao National Archives and Records Administration (Administração dos Arquivos e Registros Nacionais dos Estados Unidos).
Depois de ver a imagem da capa do Smithsonian em 1994, Geraldine Hoff Doyle inocentemente presumiu que sua fotografia da época da guerra inspirou o pôster de Miller. Conhecendo-a como Rosie the Riveter "Rosie, a Rebitadora", Doyle foi homenageada por muitas organizações, incluindo o Michigan Women's Historical Center e o Hall of Fame. No entanto, em 2015, a mulher na fotografia do tempo de guerra foi identificada como Naomi Parker, então com 20 anos, trabalhando no início de 1942 antes de Doyle se formar no ensino médio. Sem a confirmação do artista, falecido em 1985, resta apenas a semelhança física entre a mulher da foto e a mulher do pôster, portanto, nem Doyle nem Parker podem ser confirmadas como modelos para "We Can Do It!"

## Antecedentes

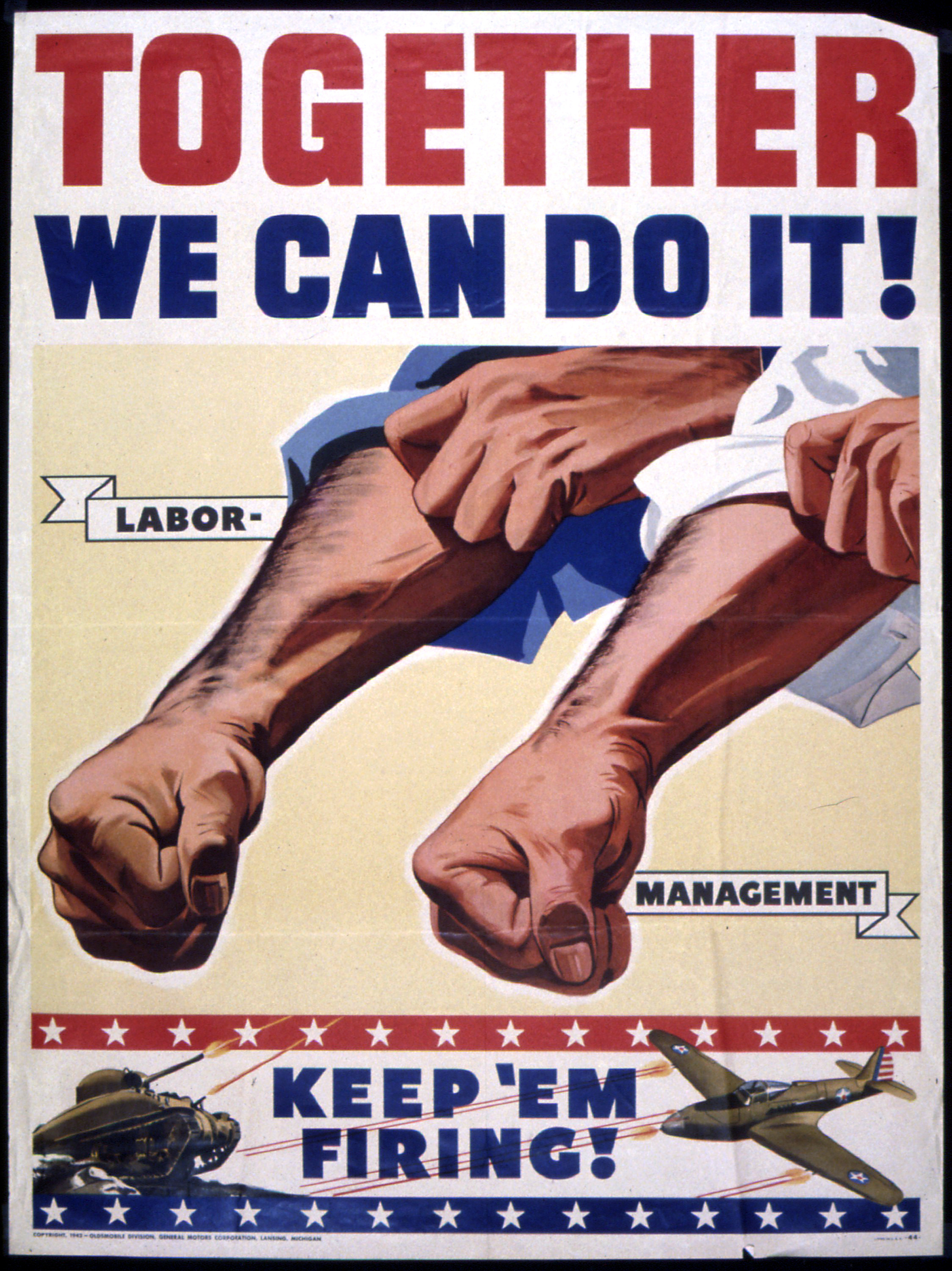
Cartaz de 1942 incentivando a unidade entre trabalho e gestão da GM

Um pôster de propaganda de 1942 incentivando a unidade entre os trabalhadores e a administração da GM. Após o ataque japonês a Pearl Harbor, o governo dos EUA convocou os fabricantes a produzirem maiores quantidades de produtos de guerra. O ambiente de trabalho em grandes fábricas era frequentemente tenso por causa do ressentimento criado entre a administração e os sindicatos ao longo dos anos 1930. Os diretores de empresas como a General Motors (GM) procuraram minimizar o atrito do passado e estimular o trabalho em equipe. Em resposta a rumores de uma campanha de relações públicas do sindicato United Auto Workers, a GM rapidamente produziu um pôster de propaganda em 1942, mostrando tanto os trabalhadores quanto a administração arregaçando as mangas, alinhados para manter um ritmo constante de produção de guerra. O pôster dizia: Together We Can Do It! "Juntos, podemos fazer isso!" e Keep 'Em Firing! "Mantenha-os disparando!" Ao criar tais cartazes, as corporações desejavam aumentar a produção e o lucro aproveitando o sentimento popular pró-guerra, com o objetivo final de impedir que o governo exercesse controle sobre a liberdade de produção.

### J. Howard Miller
J. Howard Miller foi um artista gráfico americano. Ele pintou cartazes durante a Segunda Guerra Mundial em apoio ao esforço de guerra, entre eles o famoso poster "We Can Do It!". Além do pôster icônico, Miller permanece amplamente desconhecido. Pouco foi escrito sobre a vida de Miller, e o ano de seu nascimento e morte são incertos, provavelmente, 1918 a 2004. Seu tempo de vida foi publicado como "ca. 1915 - ca. 1990", "ca. 1915 - 1990", e "1918–2004".
Miller estudou no Art Institute of Pittsburgh, graduando-se em 1939. Ele morou em Pittsburgh durante a guerra. Seu trabalho chamou a atenção da Westinghouse Company (mais tarde, Westinghouse War Production Co-Ordinating Committee), e ele foi contratado para criar uma série de pôsteres. Os pôsteres foram patrocinados pelo Comitê de Coordenação de Produção de Guerra interno da empresa, um dos centenas de comitês de gestão de mão-de-obra organizados sob a supervisão do Conselho Nacional de Produção de Guerra.

### Westinghouse Electric
Em 1942, Miller foi contratado pelo Comitê de Coordenação de Produção de Guerra interna da Westinghouse Electric, por meio de uma agência de publicidade, para criar uma série de pôsteres para exibir aos trabalhadores da empresa. A intenção do projeto do pôster era elevar o moral dos trabalhadores, reduzir o absenteísmo, direcionar as perguntas dos trabalhadores à administração e diminuir a probabilidade de agitação trabalhista ou greve de fábrica. Cada um dos mais de 42 pôsteres projetados por Miller foi exibido na fábrica por duas semanas, depois substituído pelo próximo da série. A maioria dos pôsteres apresentava homens; eles enfatizaram os papéis tradicionais para homens e mulheres. Um dos pôsteres retratava um gerente sorridente com as palavras "Alguma dúvida sobre seu trabalho? ... Pergunte ao seu supervisor."

## Rosie the Riveter

Duas imagens lado a lado, uma de Rosie the Riveter, de Norman Rockwell; a outra do profeta Isaías de Michelangelo na Capela Sistina. Rockwell modelou a pose de Rosie com base na figura de Isaías.

Durante a Segunda Guerra Mundial, o pôster "We Can Do It!" não estava conectado à canção "Rosie the Riveter" de 1942, nem ao quadro amplamente visto de Norman Rockwell chamado Rosie the Riveter, que apareceu na capa da edição do Memorial Day do Saturday Evening Post, 29 de maio de 1943. O pôster da Westinghouse não foi associado a nenhuma das mulheres apelidadas de "Rosie", que se apresentaram para promover mulheres que trabalhavam para produção de guerra no frente doméstica. Em vez disso, depois de ser exibido por duas semanas em fevereiro de 1943 para alguns trabalhadores da fábrica da Westinghouse, ele desapareceu por quase quatro décadas. Outras imagens de "Rosie" prevaleceram, muitas vezes fotografias de trabalhadores reais. O Office of War se preparou para uma campanha publicitária massiva em todo o país para vender a guerra, mas "We Can Do It!" não fazia parte dessa campanha.
A pintura emblemática de Rockwell, Rosie the Riveter, foi emprestada pelo Post ao Departamento do Tesouro dos EUA para uso em pôsteres e campanhas de promoção de títulos de guerra. Após a guerra, a pintura de Rockwell gradualmente sumiu da memória pública porque era protegida por direitos autorais; todas as pinturas de Rockwell foram vigorosamente defendidas por conta do direito de propriedade de seus herdeiros após sua morte. Essa proteção resultou no ganho de valor da pintura original - ela foi vendida por quase 5 milhões de dólares americanos em 2002. Por outro lado, a falta de proteção de direitos autorais a imagem "We Can Do It!" é uma das razões pelas quais experimentou um renascimento. Ed Reis, historiador voluntário da Westinghouse, observou que a imagem original não foi mostrada para mulheres rebitadoras durante a guerra, então a associação com "Rosie, a Rebitadeira" era injustificada. Em vez disso, o poster foi voltado para mulheres que estavam fazendo forros de capacete em Micarta. Reis brincou que a mulher na imagem provavelmente se chamava "Molly, a moldadora em micarta ou Helen, a fabricante de forro de capacete".

## Redescoberta
Em 1982, o "We Can Do It!" foi reproduzido em um artigo da revista "Poster Art for Patriotism's Sake", um artigo da Washington Post Magazine sobre os pôsteres da coleção do Arquivo Nacional. A partir de então, feministas e outros aproveitaram a atitude renovada e a mensagem aparente para refazer a imagem em muitas formas diferentes, incluindo auto-capacitação, promoção de campanha, publicidade e paródias. O "We Can Do It!" agora era visto pelas mulheres como "We, Women, Can Do It!" (Nós, Mulheres, Podemos Fazer Isso!). A ideia reuniu todas as mulheres com uma agenda mútua para combater a desigualdade de gênero.
As feministas viram na imagem uma personificação do empoderamento feminino. O "Nós" foi entendido como "Nós Mulheres", unindo todas as mulheres em uma irmandade que luta contra a desigualdade de gênero. Isso era muito diferente do uso do pôster em 1943 para controlar os funcionários e desencorajar a agitação trabalhista. O professor de história Jeremiah Axelrod comentou sobre a combinação da imagem de feminilidade com a "composição masculina (quase machista) e linguagem corporal".
A revista Smithsonian colocou a imagem em sua capa em março de 1994, para convidar o espectador a ler um artigo sobre pôsteres de guerra. O Serviço Postal dos Estados Unidos criou um selo de 33 centavos em fevereiro de 1999 com base na imagem, com as palavras "Women Support War Effort". Um pôster da Westinghouse de 1943 foi colocado em exibição no Museu Nacional de História Americana, parte da exposição mostrando itens das décadas de 1930 e 1940.

## Fotografia nas agências de notícias

Fotografia de Naomi Parker em 5 de julho de 1942

Em 1984, a ex-operária de guerra Geraldine Hoff Doyle leu um artigo na revista Modern Maturity que mostrava uma fotografia de guerra de uma jovem trabalhando em um torno, e ela presumiu que a fotografia foi tirada dela em meados de 1942, quando ela estava trabalhando brevemente em uma fábrica. Dez anos depois, Doyle viu o filme do pôster "We Can Do It!" na capa da revista Smithsonian e assumiu que o pôster era uma imagem dela mesma. Sem a intenção de lucrar com a conexão, Doyle decidiu que a fotografia da época da guerra de 1942 inspirou Miller a criar o pôster, tornando a própria Doyle o modelo para o pôster. Posteriormente, Doyle foi amplamente creditada como a inspiração para o pôster de Miller.
De um arquivo de fotos de ACME Newspictures, o professor James J. Kimble obteve a impressão fotográfica original, incluindo sua legenda amarelada identificando a mulher como Naomi Parker. A foto faz parte de uma série de fotos tiradas na estação aeronaval de Alameda, na Califórnia, mostrando Parker e sua irmã trabalhando em seus empregos de guerra em março de 1942. Essas imagens foram publicadas em vários jornais e revistas a partir de abril de 1942, durante uma época em que Doyle ainda estava cursando o ensino médio em Michigan.
Em fevereiro de 2015, Kimble entrevistou as irmãs Parker, na época chamadas Naomi Fern Fraley, 93, e sua irmã Ada Wyn Morford, 91, e descobriu que elas sabiam há cinco anos sobre a identificação incorreta da foto, e foram rejeitadas em sua tentativa de corrigir o registro histórico. Naomi Parker Fraley morreu aos 96 anos em 20 de janeiro de 2018.
Embora muitas publicações tenham repetido a afirmação infundada de Doyle de que a fotografia do tempo de guerra inspirou o pôster de Miller, o historiador de Westinghouse Charles A. Ruch, um residente de Pittsburgh que tinha sido amigo de J. Howard Miller, disse que Miller não tinha o hábito de trabalhar em fotografias, mas sim modelos vivos. No entanto, a fotografia de Naomi Parker apareceu na Pittsburgh Press em 5 de julho de 1942, tornando possível que Miller a visse enquanto estava criando o pôster.

## Legado

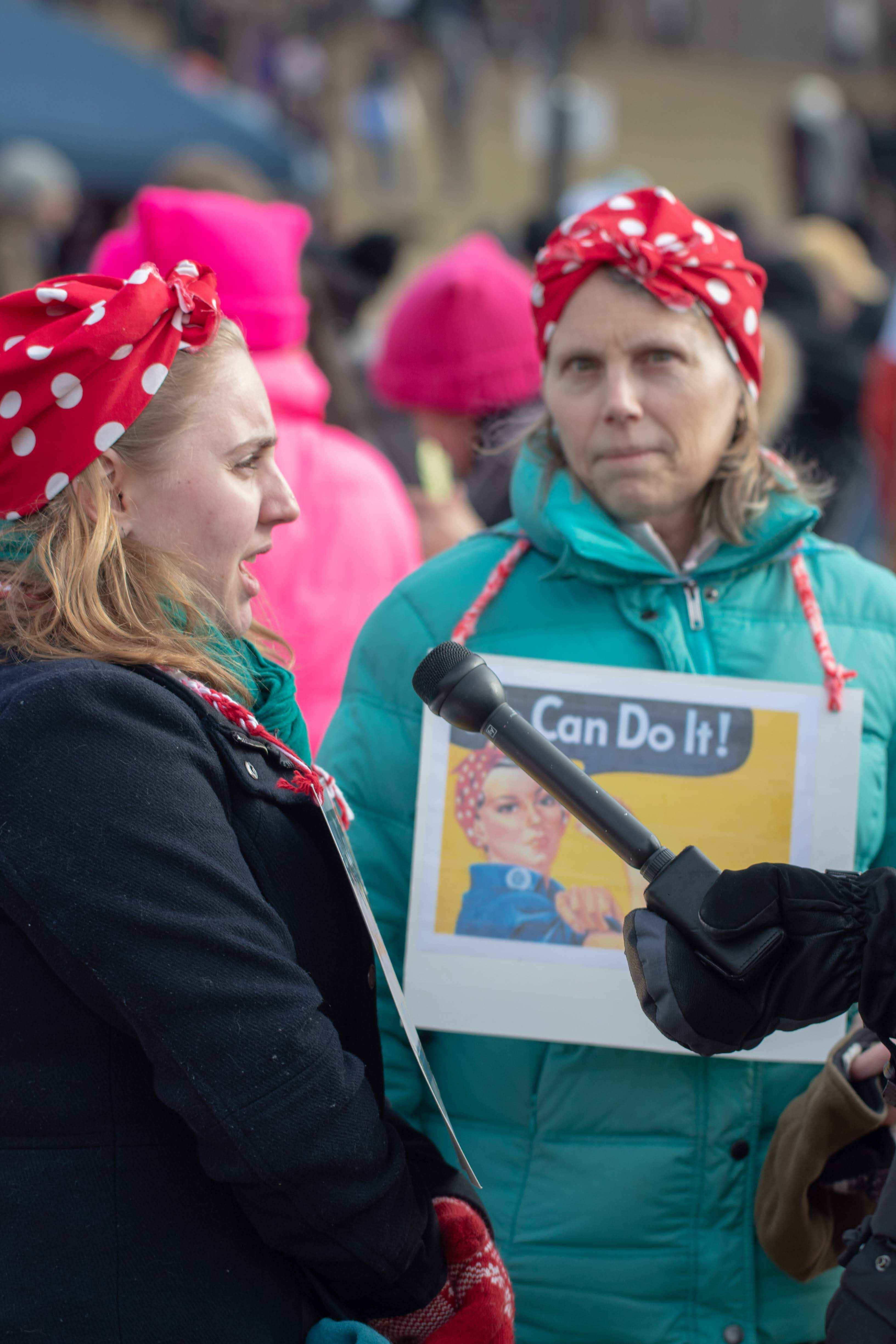
Marcha das Mulheres em Boston (2019)

Hoje em dia, a imagem se tornou amplamente conhecida, muito além de seu propósito estreitamente definido durante a Segunda Guerra Mundial. Ela adornou camisetas, tatuagens, xícaras de café e ímãs de geladeira - tantos produtos diferentes que o Washington Post o chamou de souvenir "mais exposto" disponível em Washington, D.C. No ano de 2000, o Parque Histórico Nacional Rosie the Riveter foi estabelecido em Richmond, Califórnia.
Nos Estados Unidos, foi usado em 2008 por alguns dos vários ativistas regionais que trabalharam para eleger Sarah Palin, Ron Paul e Hillary Clinton. Michelle Obama foi colocada na imagem por alguns participantes da Rally to Restore Sanity and/or Fear de 2010. A imagem foi empregada por empresas como a Clorox, que a usou em anúncios de produtos de limpeza doméstica, a mulher retratada neste caso com uma aliança de casamento em sua mão esquerda. Paródias da imagem incluíram mulheres famosas, homens, animais e personagens de ficção. Uma boneca bobblehead e um brinquedo de figura de ação foram produzidos. O Children's Museum de Indianápolis mostrou uma réplica de 1,2 por 1,5 m feita pela artista Kristen Cumings a partir de milhares de balas Jelly Belly. Ainda em 2010, a cantora americana P!Nk apresentou este pôster em seu videoclipe Raise Your Glass. P! Nk recria o pôster vestindo as mesmas roupas e fazendo a mesma pose do pôster.
Depois que Julia Gillard se tornou a primeira mulher primeira-ministra da Austrália em junho de 2010, um artista de Melbourne, Phoenix, colou o rosto de Gillard em uma nova versão monocromática do pôster "We Can Do It!". A AnOther Magazine publicou uma fotografia do pôster tirada em Hosier Lane, Melbourne, em julho de 2010, mostrando que a marca original "Comitê de Coordenação de Produção de Guerra" no canto inferior direito foi substituída por um URL apontando para a galeria de fotos do Flickr de Phoenix. Em março de 2011, a Phoenix produziu uma versão colorida que dizia "She Did It!" (Ela fez) no canto inferior direito, depois, em janeiro de 2012, ela colou "Too Sad" (Muito triste) na diagonal do pôster para representar sua decepção com os desenvolvimentos na política australiana.
Geraldine Doyle morreu em dezembro de 2010. Utne Reader prosseguiu com sua imagem de capa programada para janeiro-fevereiro de 2011: uma paródia de "We Can Do It!" apresentando Marge Simpson levantando a mão direita em um punho. Uma imagem estereoscópica (3D) de "We Can Do It!" foi criado para os créditos finais do filme de super-heróis de 2011, Capitão América: O Primeiro Vingador. A imagem serviu de fundo para o cartão-título da atriz inglesa Hayley Atwell.
O Conselho de Publicidade afirmou que o pôster foi desenvolvido em 1942 por seu precursor, o Comitê de Publicidade de Guerra, como parte de uma campanha "Women in War Jobs" (Mulheres em empregos de guerra), ajudando a trazer "mais de dois milhões de mulheres" para a produção de guerra. Em fevereiro de 2012, durante a celebração do 70º aniversário do Ad Council, um aplicativo interativo desenvolvido pela agência digital HelpsGood da Animax foi vinculado à página do Facebook do Ad Council. O aplicativo do Facebook foi chamado de "Rosify Yourself", referindo-se a Rosie the Riveter; permitiu que os espectadores carregassem imagens de seus rostos para serem incorporadas ao pôster "We Can Do It!" para ser compartilhado com os amigos. A presidente e CEO do Ad Council, Peggy Conlon, postou seu próprio rosto "Rosified" (Rosificado) no Huffington Post em um artigo que escreveu sobre os 70 anos de história do grupo. No entanto, o professores da Seton Hall University e da University of Pittsburgh pesquisaram as origens do pôster e determinaram que ele não foi produzido pelo Ad Council nem foi usado para recrutar mulheres trabalhadoras. A equipe do programa de televisão Today postou duas imagens "Rosified" em seu site, usando os rostos dos âncoras Matt Lauer e Ann Curry.

## Galeria

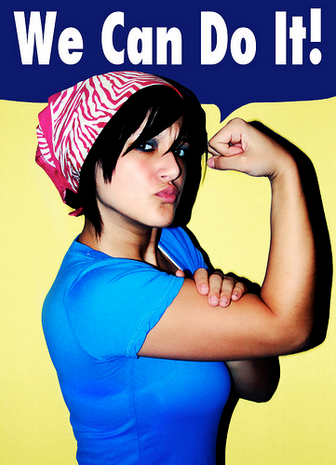
Pôster de arte feminista "Rosie the Riveter"
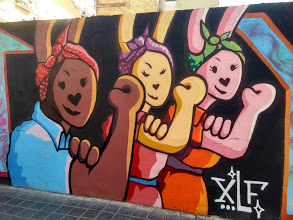
Versão la barbi
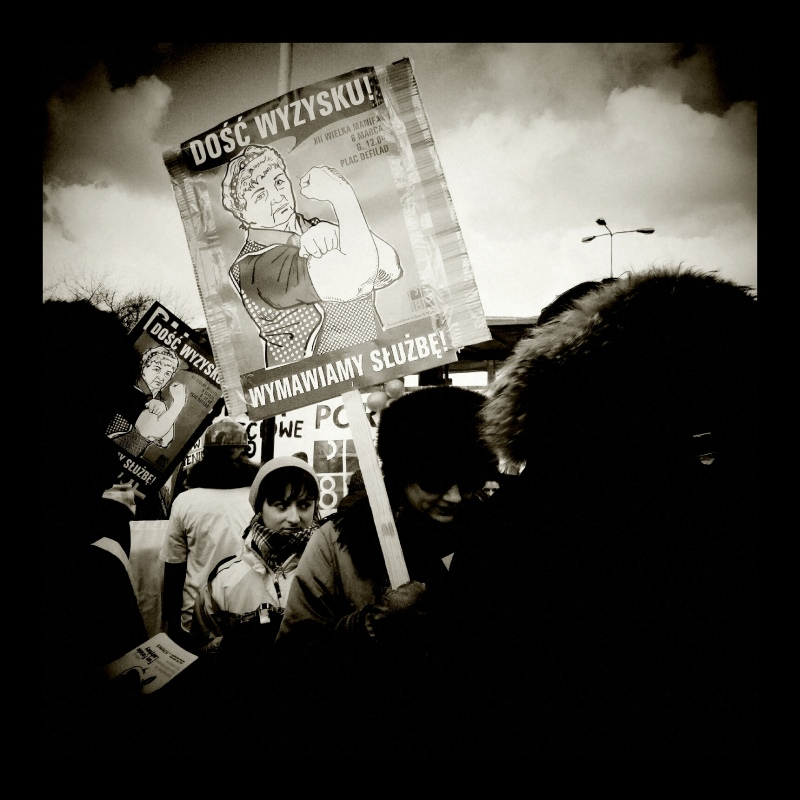
Evento Feminista do Dia Internacional da Mulher na Polônia (6 de março de 2011)
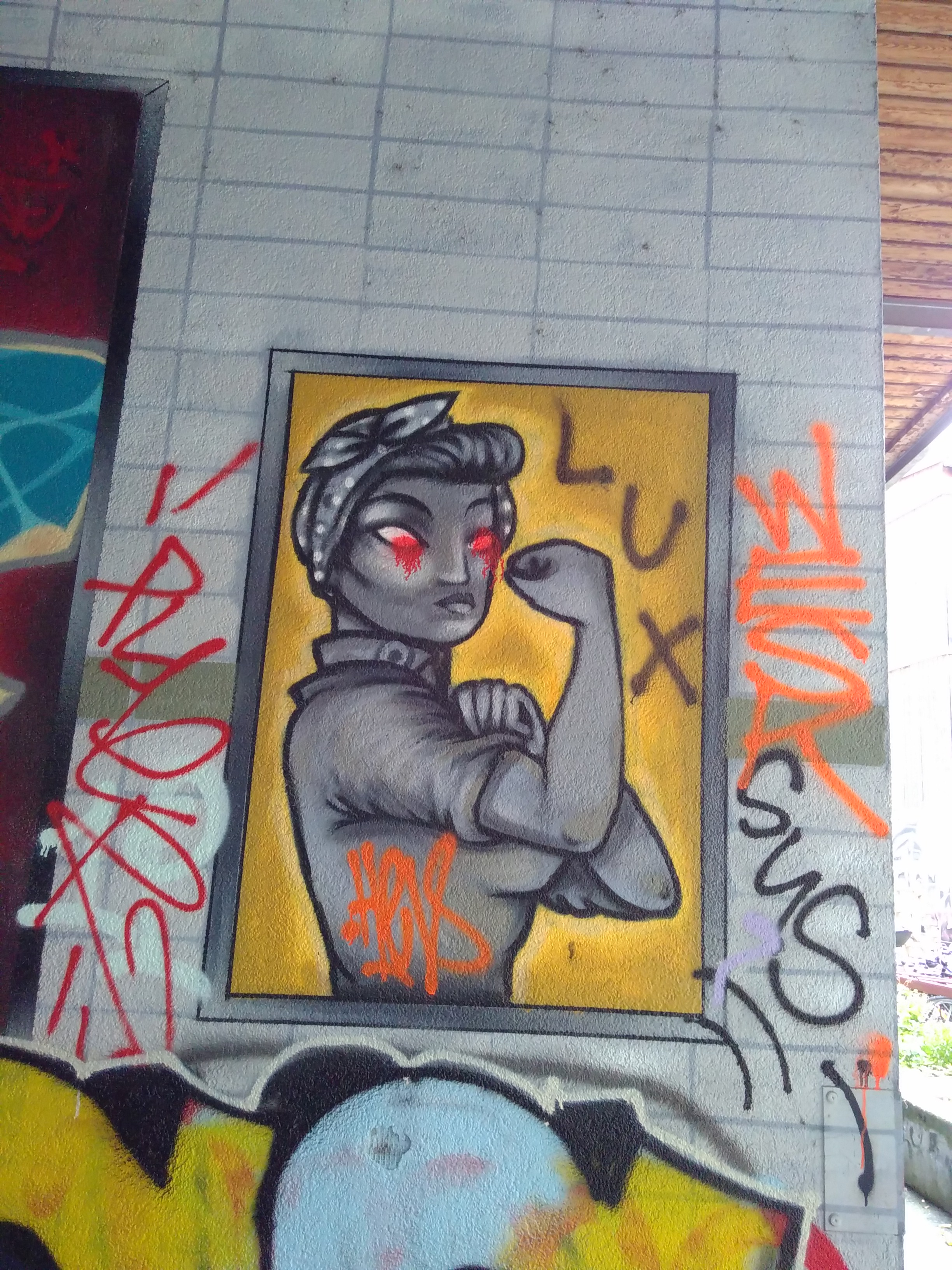
"Genebra alternativa e feminista" em 19 de novembro de 2017
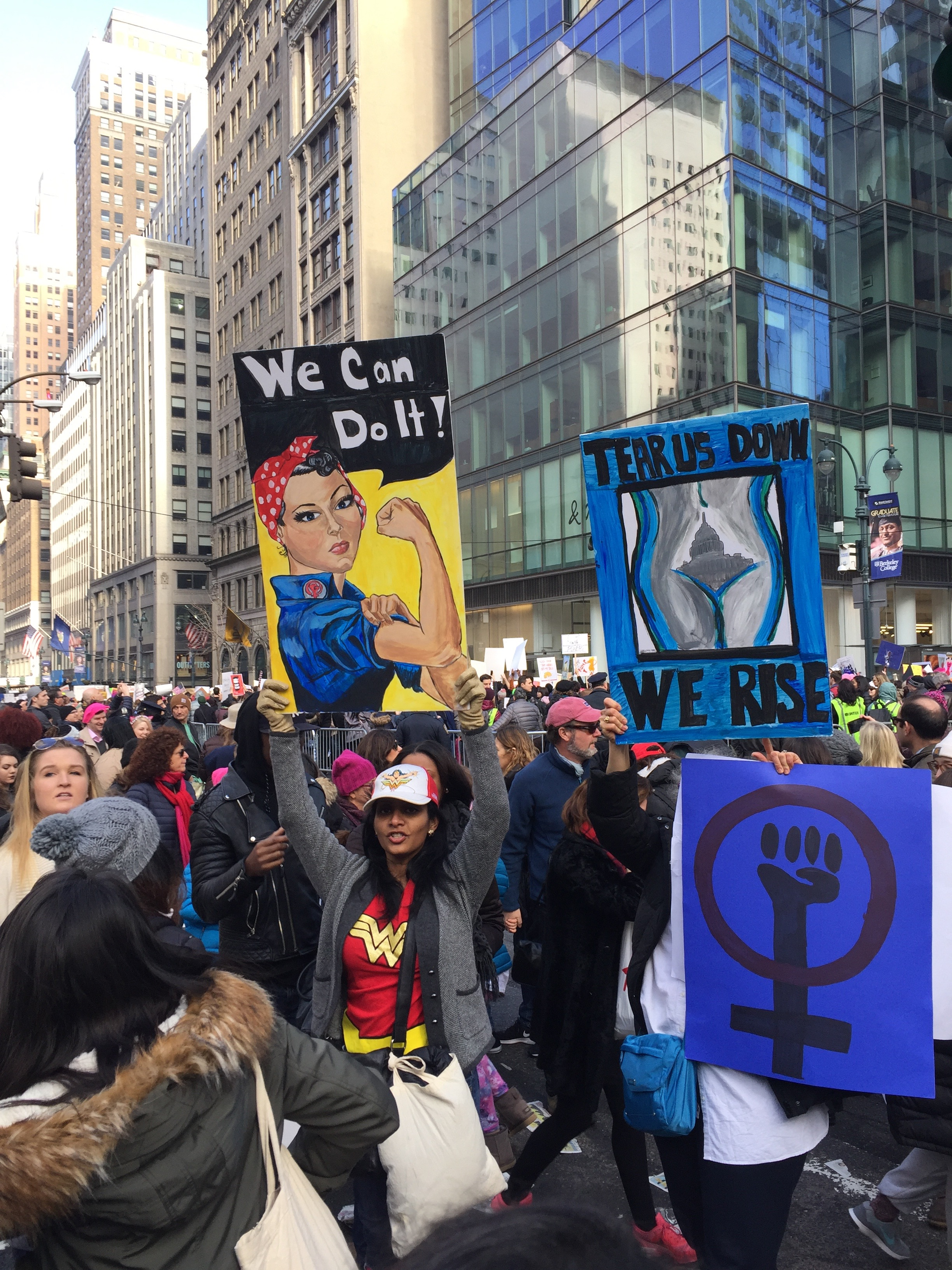
Marcha das Mulheres em Nova York (2017)
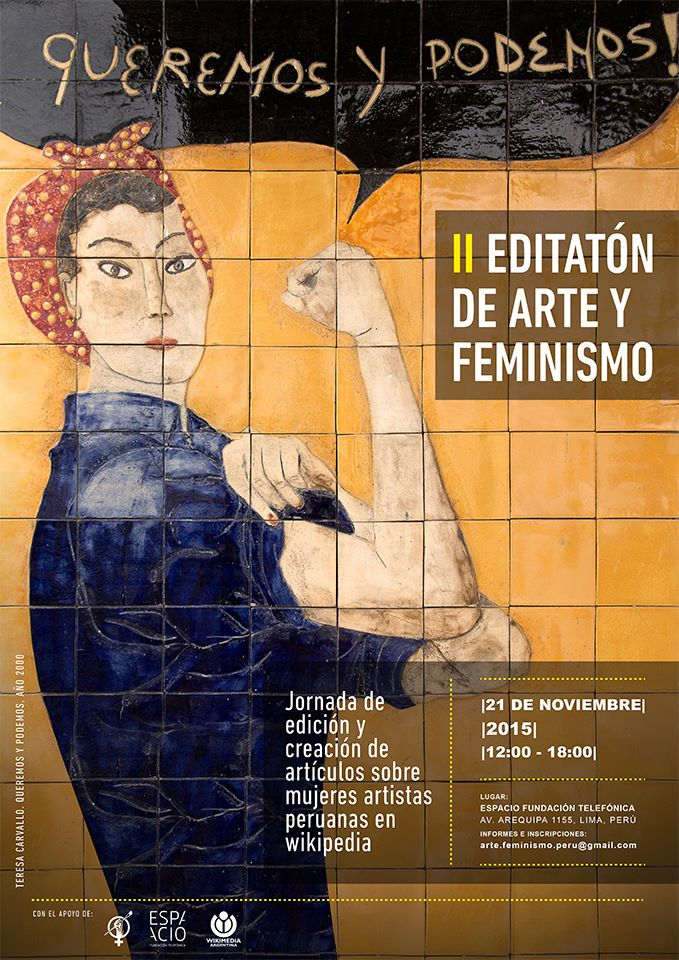
Cartaz usado para a II Edição de Arte e Feminismo em Lima (21 de novembro de 2015).
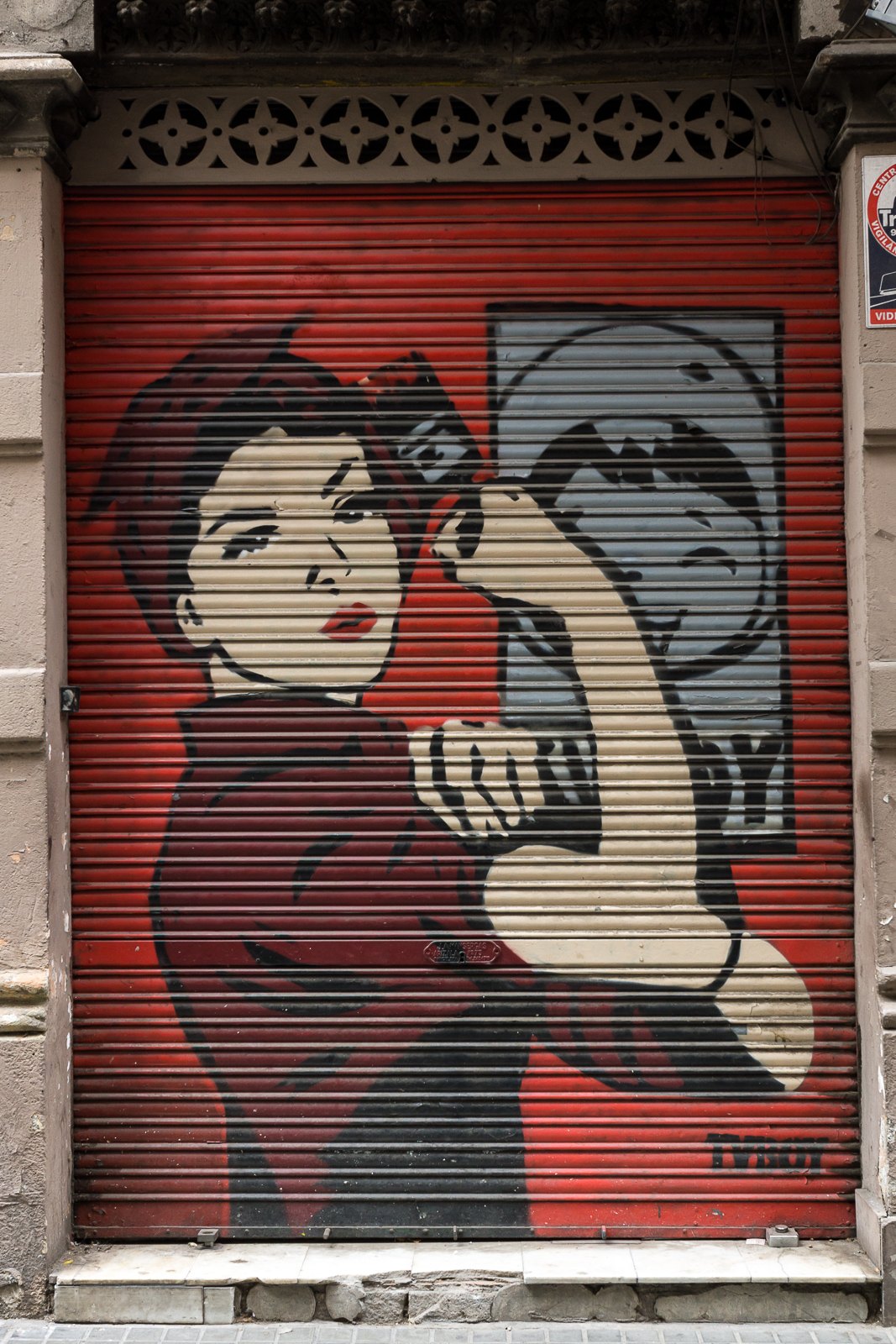
Graffiti arte urbana em Barcelona (2017)
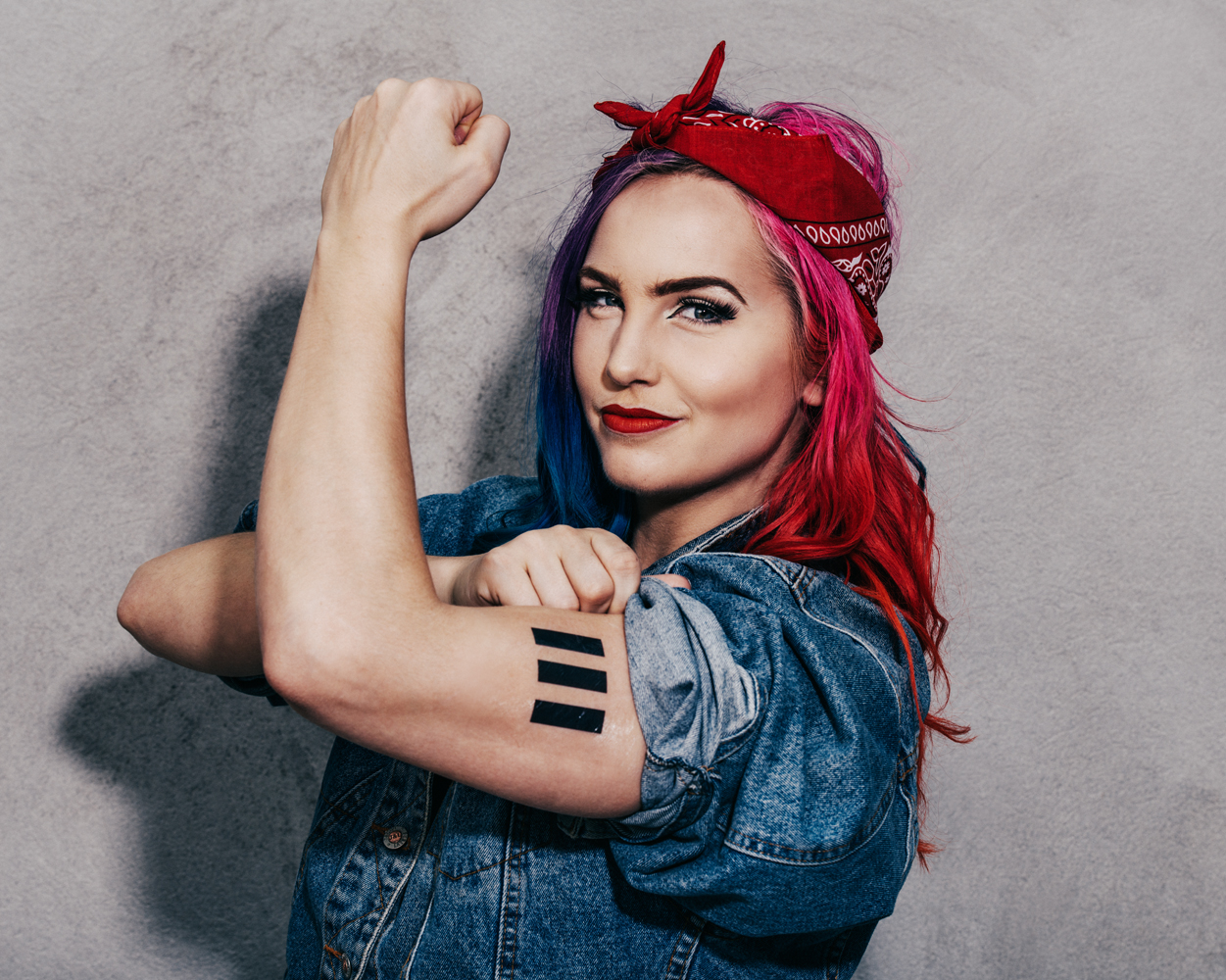
Jogadora de handebol sueca, Linnéa Claeson em 2017